# Chris Barrass
Cuthbert "Chris" Barrass (11 tháng 2 năm 1898 – 13 tháng 10 năm 1978) là một cầu thủ bóng đá người Anh thi đấu ở vị trí tiền đạo tầm xa.